# Pasquale Oro
Pasquale Oro (Caggiano, 8 giugno 1849 – Muzzana del Turgnano, 17 aprile 1924) è stato un generale di divisione degli Alpini italiano ed in questa veste svolse un ruolo significativo durante la prima guerra mondiale.

## Biografia
Nato a Caggiano, frequentò l'Accademia Militare di Modena. Nominato sottotenente, scelse il Corpo degli Alpini, partecipando alla campagna del 1870. Col grado di colonnello, comandò tran il 1901 e il 1907 il 7º Reggimento alpini. Promosso Maggior generale, comandò la Brigata Ferrara e quindi la 3ª Brigata Alpini. Nel 1914 fu promosso tenente generale in posizione ausiliaria.
Il 24 maggio 1915 gli viene affidato il comando della 34ª Divisione fanteria e la difesa dell'Altopiano di Asiago dove fu subito coinvolto in aspri combattimenti guadagnando, dopo solo sei giorni, una Medaglia d'argento al valor militare ed un encomio solenne. Il 25 agosto dello stesso anno, fu al comando delle truppe italiane impegnate nella Battaglia del Col Basson.
Il 15 maggio 1916, quando l'Austria lanciò dal Trentino la violenta offensiva che prese poi il nome di Strafexpedition, il generale Pasquale Oro, responsabile della difesa degli sbarramenti tra l'Agno ed il Posina, si dimostrò all'altezza del compito affidatogli: prima rintuzzò l'attacco nemico, quindi ne imbrigliò le punte avanzate e poi occupò il Pasubio, segnando in modo decisivo le sorti della guerra.

Il re Vittorio Emanuele III, nel conferirgli l'Ordine Mauriziano in riconoscimento della brillantissima operazione esclamò: 

## Opere
- Pagine eroiche Del Bianco e Figlio, Udine 1923